# Боян Ісаїлович
Боян Ісаїлович (серб. Бojaн Исаиловић/Bojan Isailović; нар. 25 березня 1980, Белград) — сербський футболіст, воротар. Виступав, зокрема за «Чукарички» і «Заглемб'є» (Любін), а також національну збірну Сербії, з якою був учасником чемпіонату світу 2010 року у ПАР.

## Статистика

### Збірна
| Матчі за збірну | Матчі за збірну   | Матчі за збірну | Матчі за збірну | Матчі за збірну | Матчі за збірну |
| #               | Дата              | Місце           | Суперник        | Рахунок         | Матч            |
| --------------- | ----------------- | --------------- | --------------- | --------------- | --------------- |
| 1.              | 14 грудня 2008    | Анталія         | Польща          | 0:1             | Товариський     |
| 2.              | 1 квітня 2009     | Белград         | Швеція          | 2:0             | Товариський     |
| 3.              | 14 листопада 2009 | Белфаст         | Норвегія        | 1:0             | Товариський     |
| 4.              | 2 червня 2010     | Куфштайн        | Польща          | 0:0             | Товариський     |

## Досягнення
- Найкращий воротар першої половини Сербської Суперліги 2008 [2]